# Монтроле
Монтроле (на френски: Montrollet) е селска община в Югозападна Франция, намираща се в област Нова Аквитания.

## Градоустройство
Града се управлява от кмет, преизбиран на четири години. Жителите там се занимават с риболов на езерото и туризъм.

## География
Монтроле е разположен на платото Лимузен, а в западната си част има масиви от кристални и метаморфни скали. Изобилието от вода благоприятства за множеството ливади, които покриват повече от една трета от общата площ на общината и животновъдството е добре развито. Около една четвърт от земята е покрита с кестенови гори.